# Magdeborn

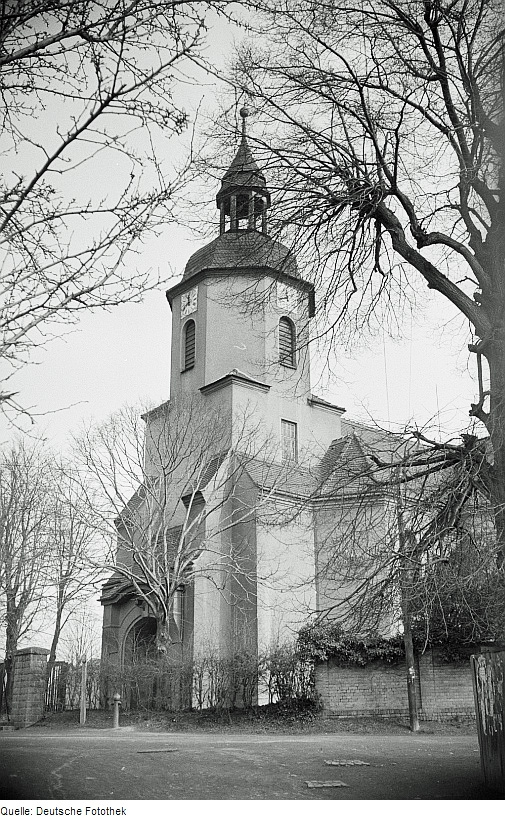
Die Magdeborner Kirche 1953

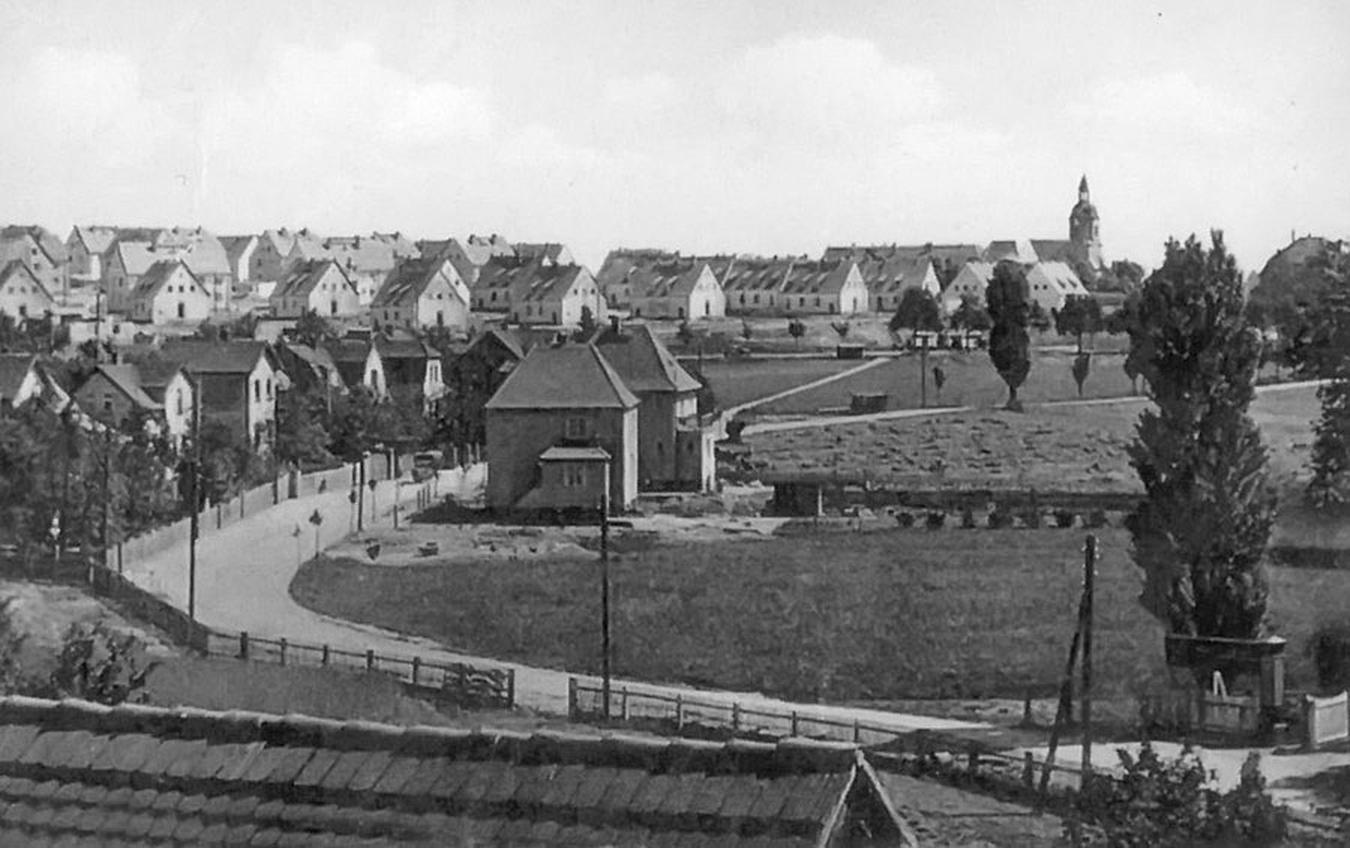
Die Magdeborner Siedlung um 1940

Magdeborn war ein Dorf südlich von Leipzig. Es lag im Kreis Leipzig-Land, Bezirk Leipzig.
Es entstand in seiner letzten Form 1934 durch den Zusammenschluss von sieben Dörfern und erhielt seinen Namen nach dem nur aus Kirche, Pfarrhaus und Schule bestehenden Platz Magdeborn. Der Name Magdeborn rührt von einem Kastell Medeburu her (Ersterwähnung 969). Kirchlich gehörten die Dörfer von Anfang an zur Pfarrei Magdeborn. Um 1940 wurde der Ort um eine große Siedlung für die Beschäftigten der in Espenhain entstehenden Braunkohleindustrie erweitert. Zwischen 1977 und 1980 musste Magdeborn dem Braunkohlebergbau weichen, nachdem alle ca. 3200 Einwohner seit Ende der 1960er-Jahre umgesiedelt worden waren. Das ist die größte Zahl Einwohner im Leipziger Südraum, die wegen der Braunkohle ihre Gemeinde verlassen mussten.
Die Fläche des Ortes gehörte ab dem 1. August 1980 zur Gemeinde Störmthal, welche seit 1996 nach Großpösna eingemeindet ist. Ein großer Teil der Fläche des ehemaligen Magdeborn wird jetzt vom Störmthaler See bedeckt.

## Die Ortsteile

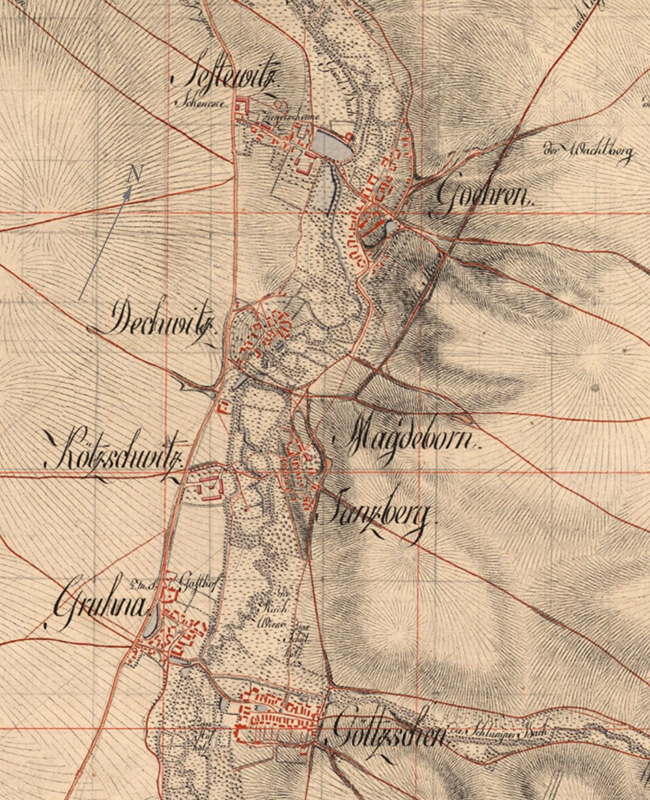
Magdeborn um 1800

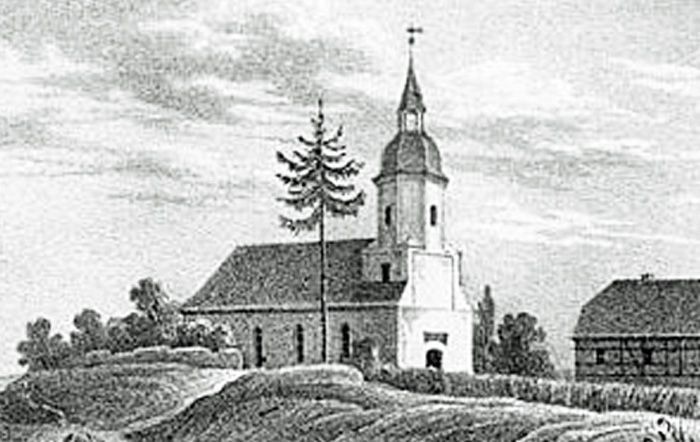
Die Magdeborner Kirche um 1840

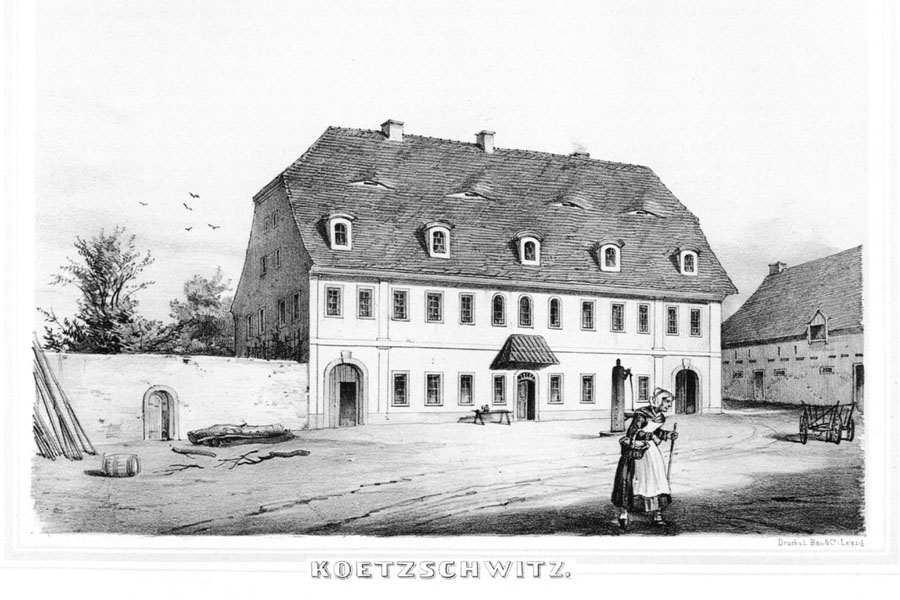
Das Rittergut Kötzschwitz um 1850

Magdeborn 1907

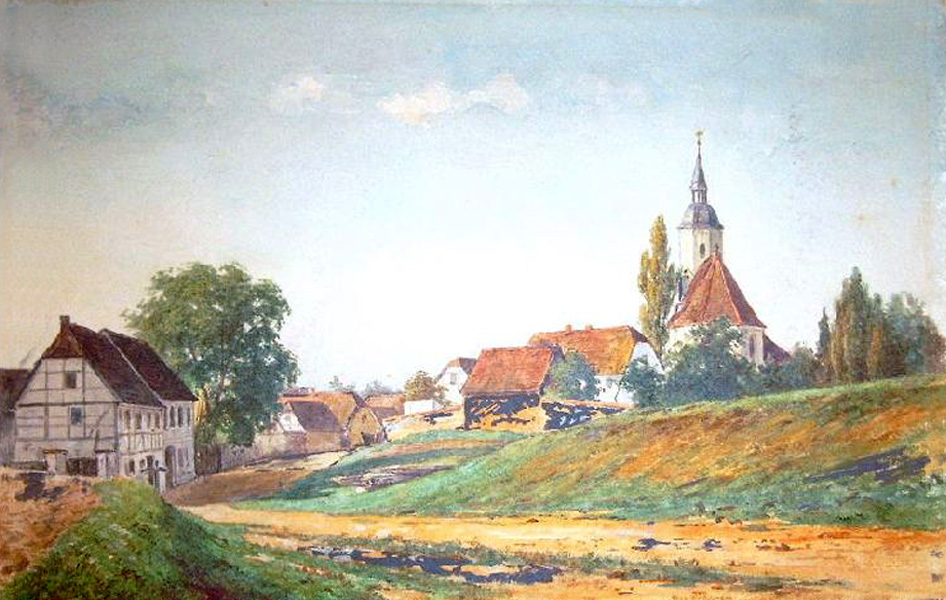
Tanzberg mit der Magdeborner Kirche von Osten (Aquarell)

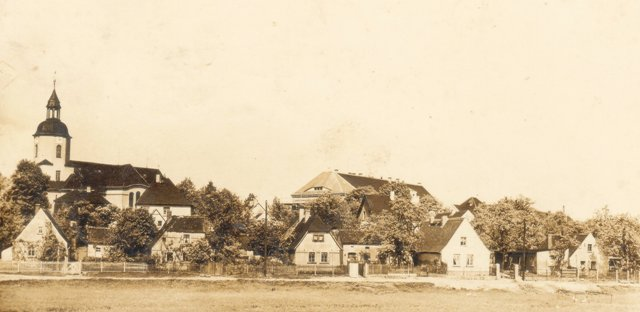
Magdeborn um 1920

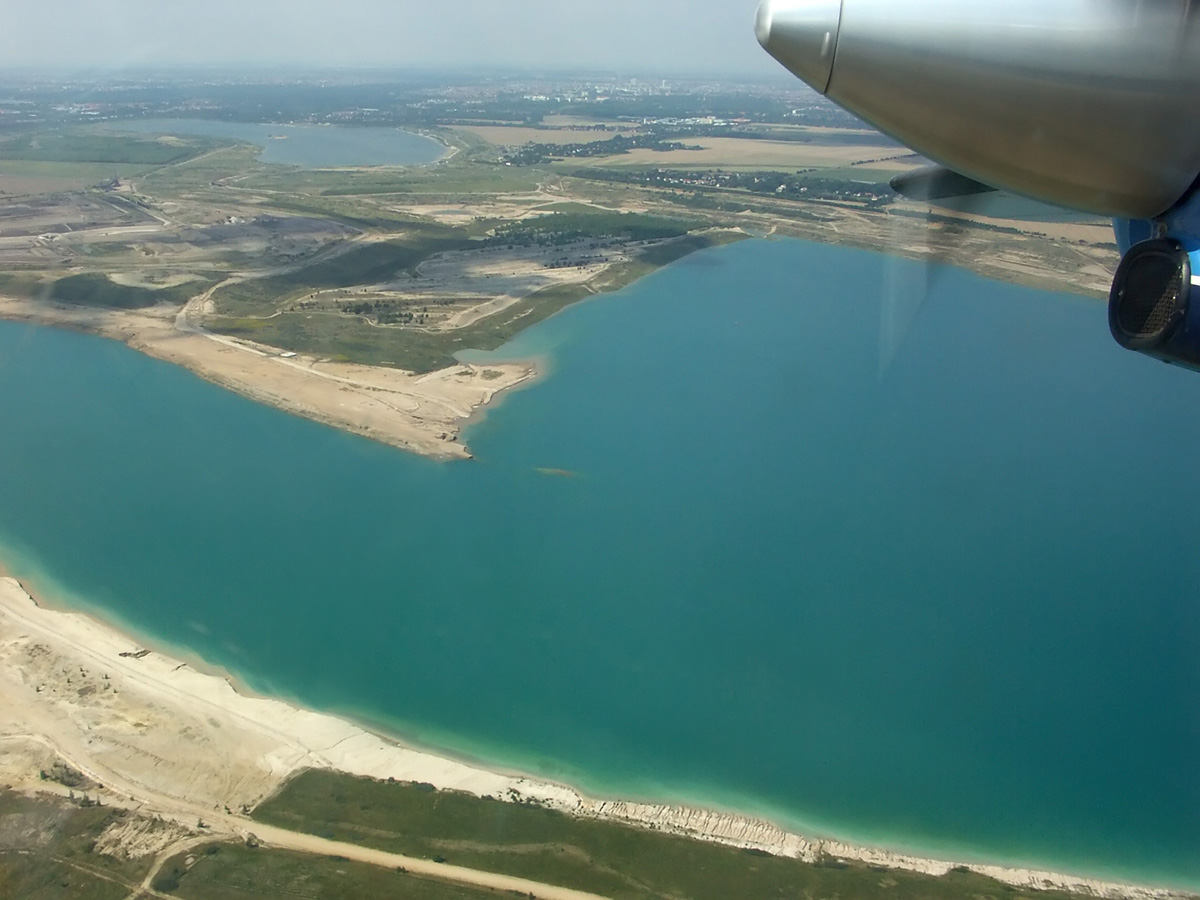
Der Störmthaler See, der heute einen Großteil der ehemaligen Gemeindefläche einnimmt

- Göhren – als Gassendorf im Norden Magdeborns entstanden, zu Beginn des 20. Jahrhunderts nach Nordosten erweitert (Neu-Göhren), Gut mit Brauerei und Gasthof, Brausiedlung auf Gelände von Gut und Brauerei
- Sestewitz – eine um ein Vorwerk des Rittergutes Crostewitz entstandene Gutssiedlung im Nordwesten Magdeborns
- Dechwitz – aus einem Rundweiler entwickelte, vorwiegend bäuerliche Siedlung im Westen Magdeborns
- Kötzschwitz – einzeln stehendes Rittergut, später u. a. Gemeindeamt
- Gruna – als Runddorf entstanden im Süden Magdeborns
- Göltzschen – Gassendorf im Südosten Magdeborns mit nahezu rein bäuerlichem Charakter
- Tanzberg – Häuslerzeile in der Nähe der Kirche Magdeborn
- Siedlung – um 1940 als Bergarbeitersiedlung entstandener größter Ortsteil Magdeborns nordöstlich an Tanzberg anschließend

Die Namensentwicklung der Ortsteile von ihrer Erstnennung an:
- Göhren – (1322) Gören, Goren, Gorin, Jorin, Joren, Goren, Gehren, Göhren b. Leipzig
- Sestewitz – (1350) Sexwicz, Seßewicz, Sessewitz, Seschewitz, Sesswitz, Sesserwitz, Sestewitz
- Dechwitz – (1240) Techanuiz, Dechnewicz, Techinwicz, Techewicz, Tegewicz, Teichwitz, Dechwitz
- Kötzschwitz – (1442) Kotzscherwitz, Kotczewicz, Kotschwitz, Koetzschitz, Kötzschwitz
- Gruna – (1456) Grunaw, Grunaw, Grunau, Gruna, Grune, Gruhna (Gruna)
- Göltzschen – (1335) Kollynschen, Golycschen, Gollecschen, Goliczschenn, Koltzen, Goltschen, Gölczschenn, Göltzschen
- Tanzberg – (1463) der Tantzberg, Tanzberg
- Magdeborn – (969) Medeburu, Medeburun, Meydebur, Meydeburne, Meydeborne, Meideborn, Magdeborn

Der anfängliche Name von Magdeborn geht auf das sorbische Wort Med = Honig zurück. Erst die spätere Unkenntnis der sorbischen Sprache oder eine gewisse Germanisierungsabsicht führen zu der Interpretation Maid, Magd und Born.
Die Bevölkerungsentwicklung  der Ortsteile und Magdeborns:
|             | 1834 | 1871 | 1890     | 1910 | 1925 |
| ----------- | ---- | ---- | -------- | ---- | ---- |
| Göhren      | 196  | 225  | 240      | 523  | 550  |
| Sestewitz   | 116  | 110  | 142      | 134  | 147  |
| Dechwitz    | 91   | 108  | 75       | 128  | 129  |
| Kötzschwitz | 19   | 10   | [ TB 1 ] |      |      |
| Gruna       | 175  | 180  | 190      | 187  | 197  |
| Göltzschen  | 158  | 198  | 199      | 161  | 145  |
| Tanzberg    | 90   | 123  | 91       | 177  | 182  |
| zusammen    | 845  | 954  | 937      | 1310 | 1350 |

1. ↑  
Kötzschwitz ab etwa 1900 bei Tanzberg gezählt.

|           | 1933 | 1939 | 1946 | 1950 | 1964 | 1977     |
| --------- | ---- | ---- | ---- | ---- | ---- | -------- |
| Magdeborn | 1474 | 2002 | 3939 | 3992 | 3126 | ca. 3200 |

## Geographie

### Lage
Magdeborn lag etwa 12 km südsüdöstlich Leipzigs im bzw. am breiten Tal der nach Nordwesten verlaufenden Gösel, eines Nebenflusses der Pleiße. Der Nordostrand des Tales stieg 20 bis 30 Meter über das Flussniveau an, was ein abwechslungsreiches Ortsbild und im Winter schöne Schlittenbahnen ergab (Krankenberg, Kaiserberg). Die Gösel selbst floss durch Wiesengelände, an dessen Rändern die Ortsteile lagen.
Die Nachbarorte von Magdeborn waren von Norden im Uhrzeigersinn: Auenhain (zu Wachau), Güldengossa (jetzt zu Großpösna), Störmthal (mit Rödgen, jetzt zu Großpösna), Dreiskau, Espenhain, Geschwitz (zu Rötha, 1951/52 abgebaggert), Rüben (1955/57 abgebaggert), Zehmen (1957/58 abgebaggert) und Cröbern (1982 abgebaggert).
In der jetzigen, nachbergbaulichen Gestaltung der Landschaft befinden sich die Bereiche der ehemaligen Ortsteile von Magdeborn an folgenden Stellen. Vom Störmthaler See überflutet sind Tanzberg mit der Siedlung, Kötzschwitz, Göltzschen und die östlichen Feldfluren von Magdeborn. Göhren und Sestewitz liegen unter der Ablagerungsfläche der Zentraldeponie Cröbern. Den Namen „Göhrener Insel“ trägt nun eine östlich davon gelegene Insel. Über dem Gebiet von Dechwitz stehen die Betriebsgebäude der Zentraldeponie Cröbern. Gruna wurde nicht überbaggert; dieses Gelände heißt jetzt Magdeborner Halbinsel. Eine 1907 in Gruna gepflanzte Kastanie hat den benachbarten Tagebau überstanden und wird nun als „Überlebenskastanie“ bezeichnet.

### Gewässer
Die Gösel erreichte von Dreiskau und Muckern kommend den Ortsbereich Magdeborn zwischen Gruna und Göltzschen, floss zwischen Tanzberg und Kötzschwitz, sowie zwischen Göhren und Dechwitz weiter und verließ die Magdeborner Flur in Sestewitz. Durch Abwässer der Karbochemie aus dem Braunkohlenwerk Espenhain war sie ab den 1940er-Jahren stark verunreinigt.
Bei Gruna mündete, von Osten kommend, die Schlumper. Diese entsprang im Oberholz und floss vorbei an Störmthal und Rödgen in einem Wiesental auf Göltzschen zu, das sie nördlich passierte.
Magdeborn besaß einst fünf Teiche in Göhren, Sestewitz, Dechwitz, Gruna und Göltzschen, von denen am Ende nur noch die letzten beiden existierten. Der Sestewitzer Teich wurde vom in Dechwitz abzweigenden Mühlgraben gespeist, war aber mit der Umstellung der Mühle auf Elektroantrieb zum Ende des Zweiten Weltkriegs bereits trockengelegt und als Kleingartenbereich genutzt.

### Verkehr
Magdeborn lag an bzw. nahe bei der mittelalterlichen Via Imperii, die von den Hansestädten an der Ostsee über Leipzig und Nürnberg bis nach Venedig führte. Im Süden Leipzigs verlief diese über Markkleeberg und Borna nach Altenburg. Dabei streifte sie zunächst nur die Magdeborner Flur, da sie von Cröbern vorbei an Zehmen und Rüben nach Rötha verlief. Mit der weiteren Nutzung als Poststraße wurde das überschwemmungsgefährdete Pleißetal gemieden und von Cröbern an über Sestewitz, Dechwitz, Gruna und Espenhain auf der so genannten Hohen Poststraße nach Borna gefahren. Gruna besaß sogar eine Poststation.
In der ersten Hälfte des 19. Jahrhunderts wurde auch das Göseltal verlassen, und die Anbindung bis Magdeborn erfolgte auf hoch gelegenem Terrain über Probstheida und Wachau. Diese Straße erreichte Magdeborn in Göhren. An ihr entstanden zahlreiche Einfamilienhäuser (Neu-Göhren). Das Göseltal wurde auf einem Damm nach Dechwitz überquert. Dieser Bogen über Dechwitz wurde in den 1930er-Jahren zwischen Tanzberg und Gruna begradigt. Damit ergab sich der Verlauf der nun als Reichsstraße, später Fernverkehrsstraße 95 bezeichneten Verbindung.
Über die F 95 bestanden Busverbindungen nach Leipzig und nach Borna mit Haltestellen am nördlichen Ortseingang (Bergstraße), in Magdeborn-Mitte und Gruna. Diese Buslinien wurden durch einen regen Werksverkehr zum Braunkohlenwerk Espenhain ergänzt. Magdeborn besaß keinen Eisenbahnanschluss.

## Geschichte

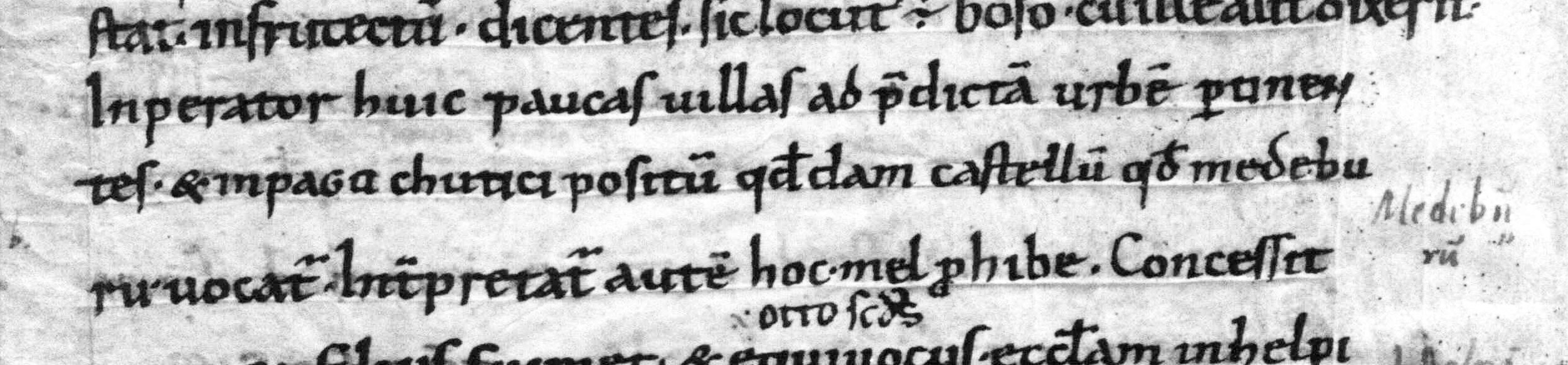
Ersterwähnung Magdeborns in der Chronik Thietmars von Merseburg

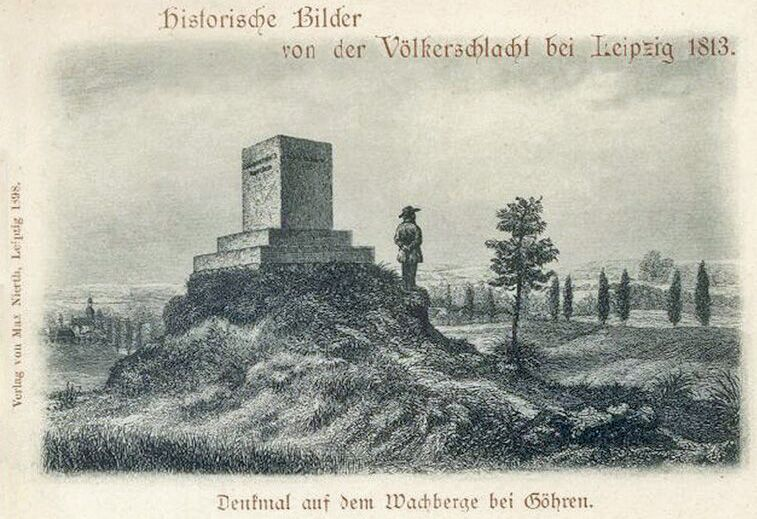
Denkmal auf dem Wach(t)berge bei Göhren (Postkarte von 1898)

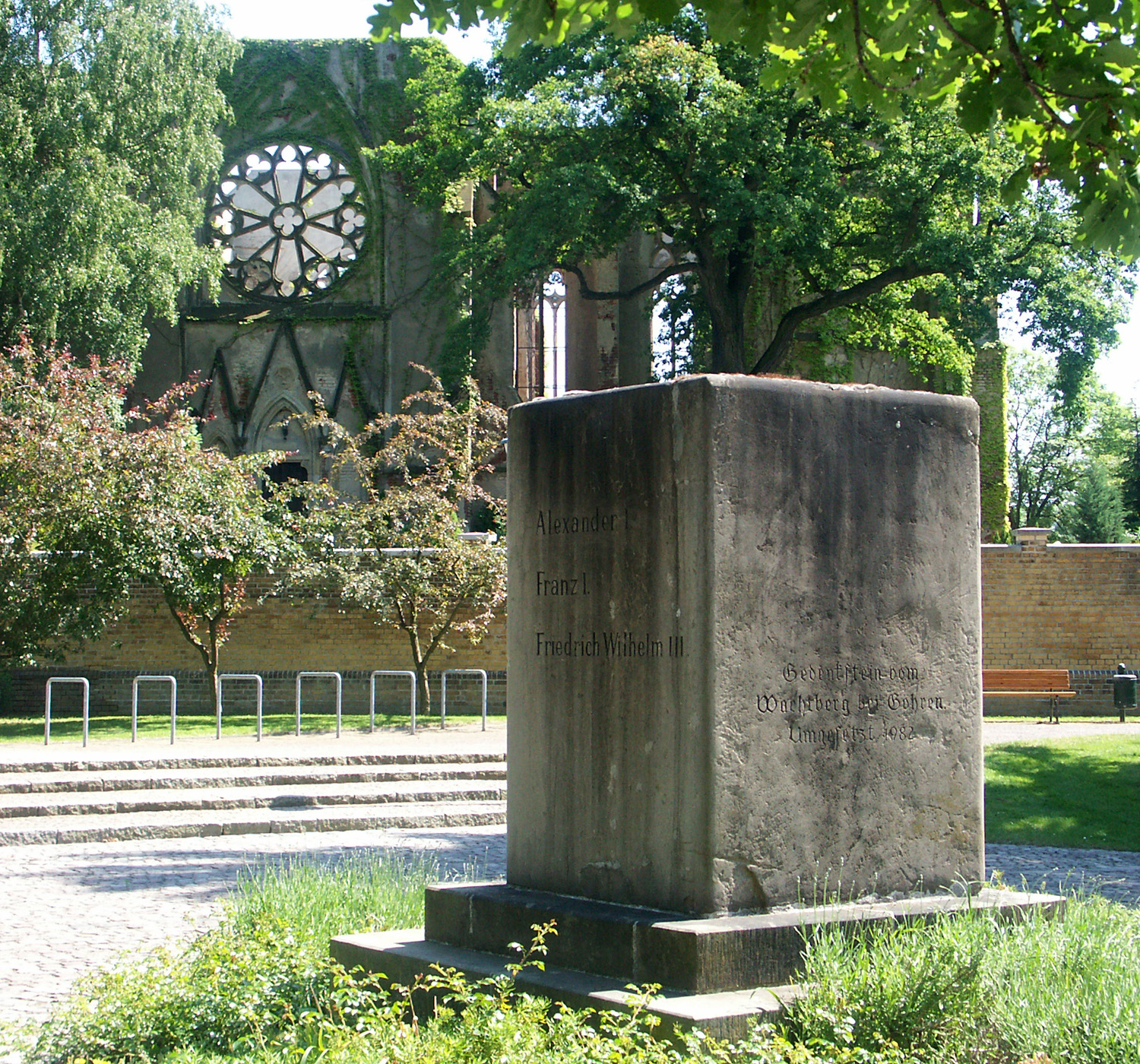
Gedenkstein vom ehemaligen Wachtberg bei Göhren – seit 1982 in Wachau

Der Ort Magdeborn entstand wahrscheinlich im 7. Jahrhundert als slawische Siedlung. Im Jahre 969 überließ Kaiser Otto I. dem Merseburger Bischof Boso das Kastell Medeburu im Gau Chutizi (Ersterwähnung). Damit wurde Magdeborn zu einem Zentrum in der Verbreitung des christlichen Glaubens, aber auch zu einem gewissen wirtschaftlichen Mittelpunkt für die umliegenden Dörfer (Ablieferung des Zehnten). Die Bischöfe von Merseburg waren über mehrere Jahrhunderte Lehnsherren von Magdeborn, wobei die Besitzer des Rittergutes Kötzschwitz jeweils mit Magdeborn belehnt wurden. Nickel und Hans von Zehmen haben 1420 vom Bischof von Merseburg das Rittergut Kötschwitz mit Magdeborn erworben. 1435 werden Hans, Conrad, Thyme von Zehmen in dem Merseburger Gesamtlehen des Rittergutes Kötschwitz mit Magdeborn genannt. Georg Oswald von Zehmen bzw. die Nachfahren verkauften 1654 oder 1655/1663 das Gut an Kapitänleutnant Christian v. Seidel.
Die Dörfer, die 1934 Ortsteile von Magdeborn wurden, waren zunächst verschiedenen Rittergütern des Gebietes zugehörig, und zwar das Gut Kötzschwitz mit Magdeborn, dem Tanzberg und den Dörfern Gruna und Dechwitz zu Zehmen, Göhren und Sestewitz zu Crostewitz und Göltzschen zu Störmthal.
Bei der so genannten Leipziger Teilung Sachsens zwischen den Wettiner Brüdern Albrecht und Ernst im Jahre 1485 kam das Bistum Merseburg mit Magdeborn zu Meißen.
1539 erreichte die reformatorische Bewegung den Ort Magdeborn.
1682 gab es in den Dörfern um Magdeborn, besonders in Dechwitz, eine große Pestepidemie. 1756 brannte die Kirche durch Blitzschlag ab und konnte erst 1784 wieder errichtet werden. Im selben Jahrhundert erfuhr der Magdeborner Pfarrer mehrere Suspendierungen wegen „unbefugten Copulierens“, was in der Beschreibung der Kirchengeschichte von Magdeborn in der Mitte des 19. Jahrhunderts zu Vergleichen mit den Geschehnissen in Gretna Green führte.
In der Völkerschlacht bei Leipzig 1813 war Magdeborn Aufstellungsgebiet der Verbündeten vor den Kämpfen am 14. und 16. Oktober, wobei die Zivilbevölkerung durch die Versorgung der Truppen entsprechende Lasten zu tragen hatte. Der König von Preußen Friedrich Wilhelm III. war in Gruna einquartiert. Er ritt täglich zu den Lagebesprechungen ins Schloss nach Rötha. Hier wohnten der russische Zar Alexander I. sowie der österreichische Kaiser Franz I. Diese drei Monarchen beobachteten am 16. Oktober vom Wachtberg nördlich von Göhren aus die Kämpfe bei Güldengossa. Prinz Eugen von Württemberg hatte die Nacht zuvor in Dechwitz verbracht. Ein schlichtes Denkmal auf dem Wachtberg erinnerte später an die Ereignisse. Es wurde 1982 nach Wachau in die Nähe der Kirchenruine umgesetzt. Am 8. März 1878, wurde in der Bergschänke zum Tanzberg der Männergesangsverein Magdeborn gegründet. 1912 erfolgte aus Mitteln der Erbschaft Ferdinand Josts der Umbau der Kirche zu ihrer letzten Form (Architekt Paul Lange), und das Pfarrhaus wurde neu errichtet.
Tanzberg mit der Kirche Magdeborn und dem Gut Kötzschwitz lagen wie die Dörfer Dechwitz, Göltzschen, Gruna, Göhren und das Vorwerk Sestewitz bis 1856 im kursächsischen bzw. königlich-sächsischen Kreisamt Leipzig. Ab 1856 gehörten die Orte zum Gerichtsamt Rötha und ab 1875 zur Amtshauptmannschaft Leipzig. 1929 wurde Sestewitz nach Göhren eingemeindet.
1934 fand die Gründung der alle sieben Ortsteile (Magdeborn, Tanzberg, Kötzschwitz, Dechwitz, Göltzschen, Gruna, Göhren mit Sestewitz) umfassenden Gemeinde Magdeborn statt. In den folgenden Jahren wurden für die Beschäftigten des entstehenden Braunkohlenwerkes Espenhain eine große Wohnsiedlung mit zwei- und dreistöckigen Häusern auf dem Hügelgelände im nordöstlichen Anschluss an Tanzberg gebaut sowie weitere Mehrfamilienhäuser an der Bergstraße und am Braugut in Göhren. Damit trat der dörfliche Charakter Magdeborns in den Hintergrund. Am 22. April 1945 besetzten amerikanische Truppen von Süden kommend Magdeborn und wurden Mitte Juni von der russischen Besatzungsmacht abgelöst.

Historische Postkarten
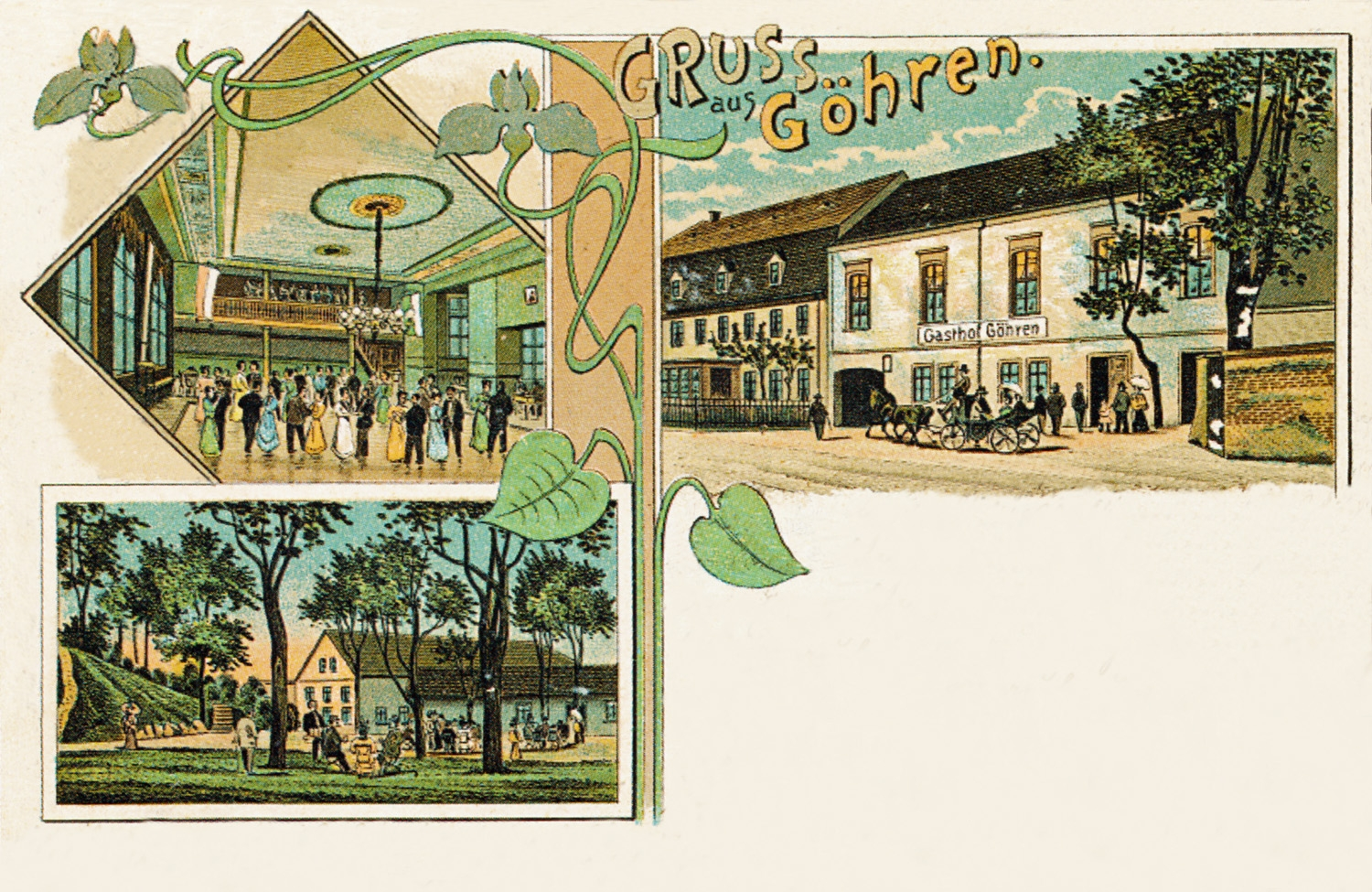
Gasthof Göhren
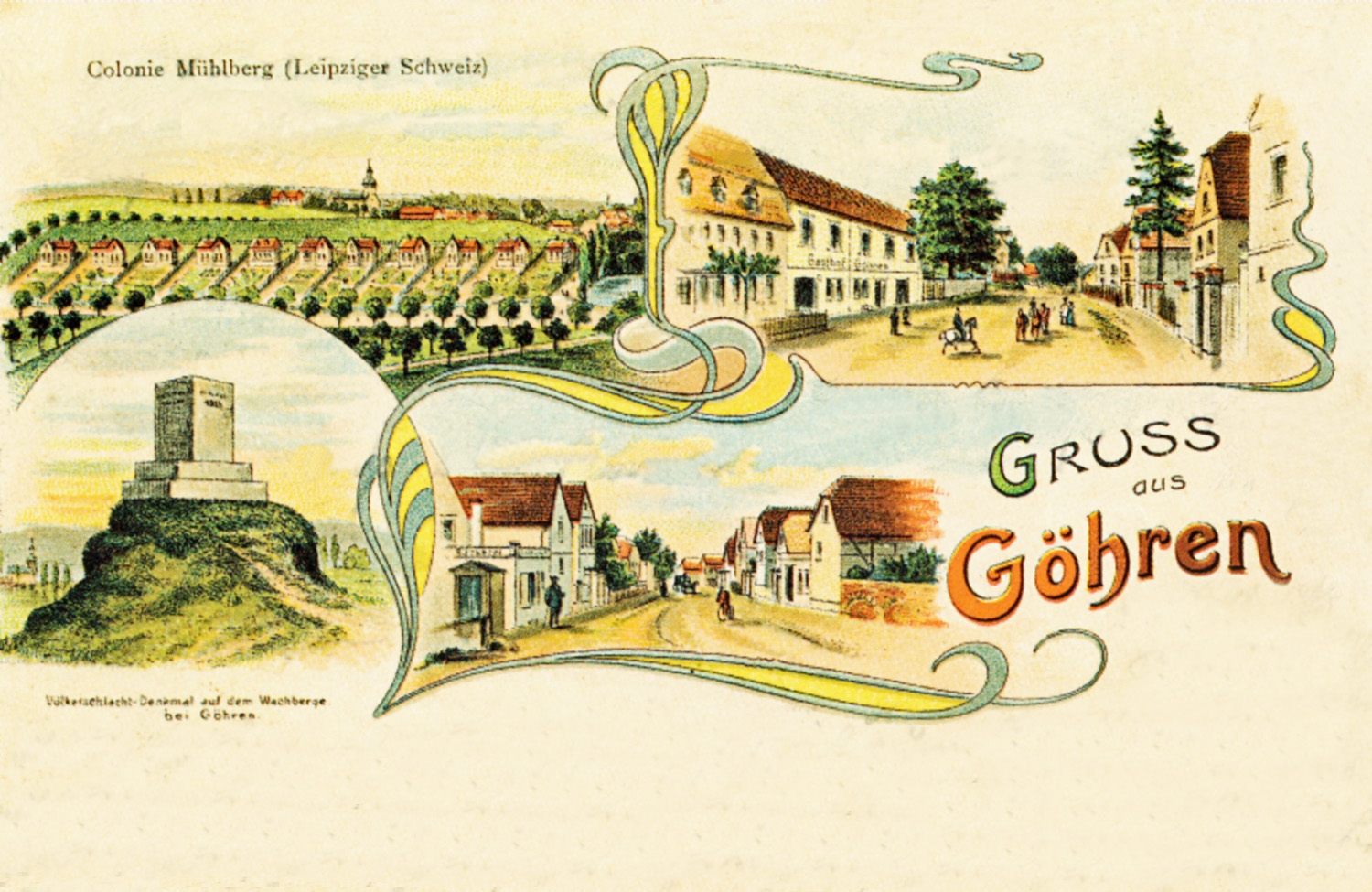
Göhren
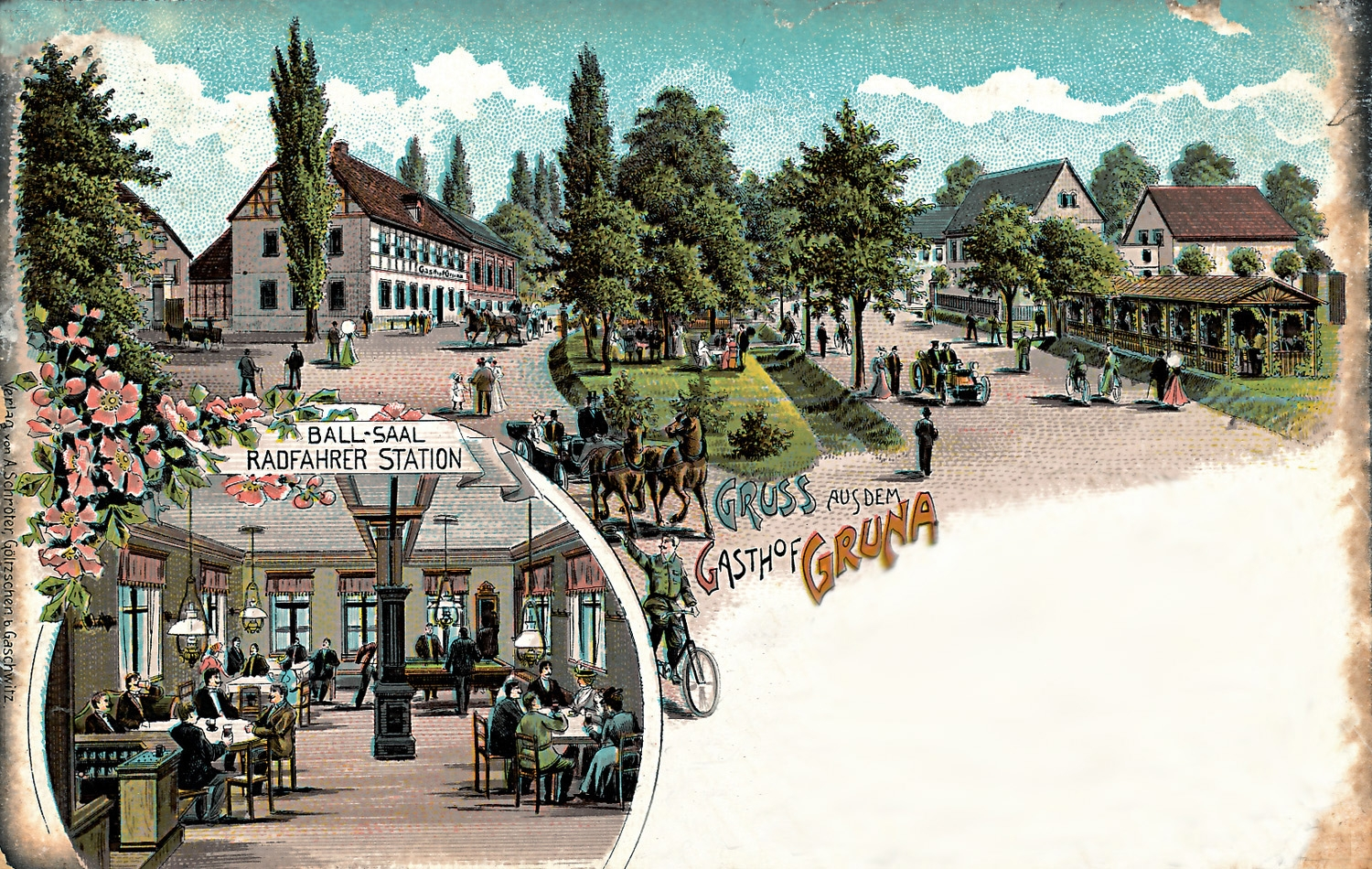
Gruna
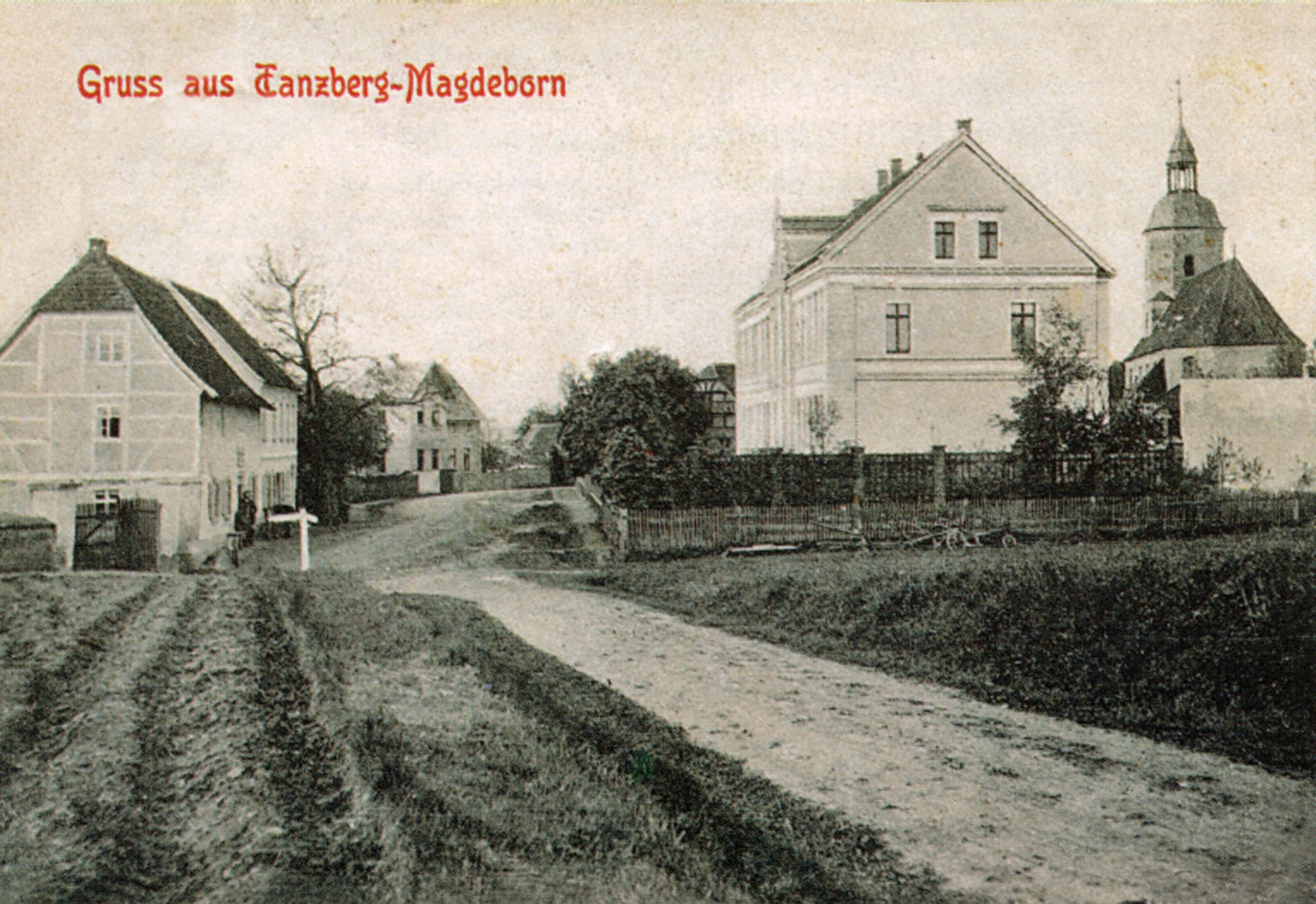
Tanzberg

Im Zuge der Bodenreform wurden 1946 das Gut Kötzschwitz, das Vorwerk Sestewitz und die Flächen des ehemaligen Braugutes Göhren enteignet und 26 Neubauernstellen eingerichtet. Nach dem Krieg wuchs die Einwohnerzahl nochmals durch den Zuzug von Vertriebenen aus den ehemaligen deutschen Ostgebieten. Ende der 1950er Jahre begann die Kollektivierung in der Landwirtschaft mit der LPG „Göseltal“ in Göltzschen. 1960 war Magdeborn „vollgenossenschaftlich“, und 1963 wurde aus sieben LPG eine dorfumfassende – „Vereintes Magdeborn“ – gebildet.
Ende der 1960er-Jahre begann schrittweise die Umsiedlung der Bewohner der Magdeborner Ortsteile, die nunmehr zum Abriss und zur Überbaggerung durch den Braunkohlentagebau Espenhain vorgesehen waren. Sie erhielten zumeist Wohnungen in den neuen Plattenbausiedlungen von Leipzig, wie Grünau, Mockau oder Schönefeld, aber auch in Borna. Ehemalige Hausbesitzer suchten sich mit Hilfe ihrer mäßigen Entschädigung neue Anwesen, meist in der Nähe Leipzigs. Manche Einwohner zogen auch ganz aus der Gegend weg. Die Umsiedlung und Devastierung der Ortsteile fand zu folgenden Zeiten statt:
- 1963: Gruna und Kötzschwitz
- 1965: Dechwitz
- 1967/68: Göhren mit Sestewitz
- 1977–1980: Magdeborn, Tanzberg, Göltzschen

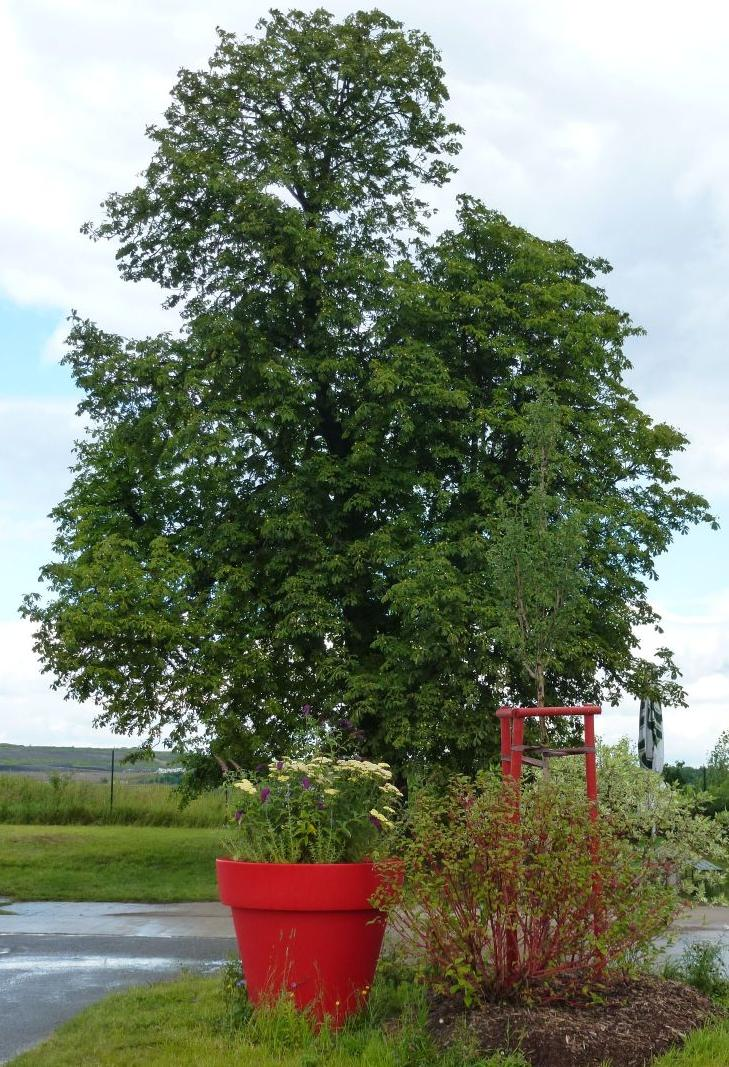
„Überlebens-Kastanie“ Gruna, der einzige überlebende Baum Magdeborns
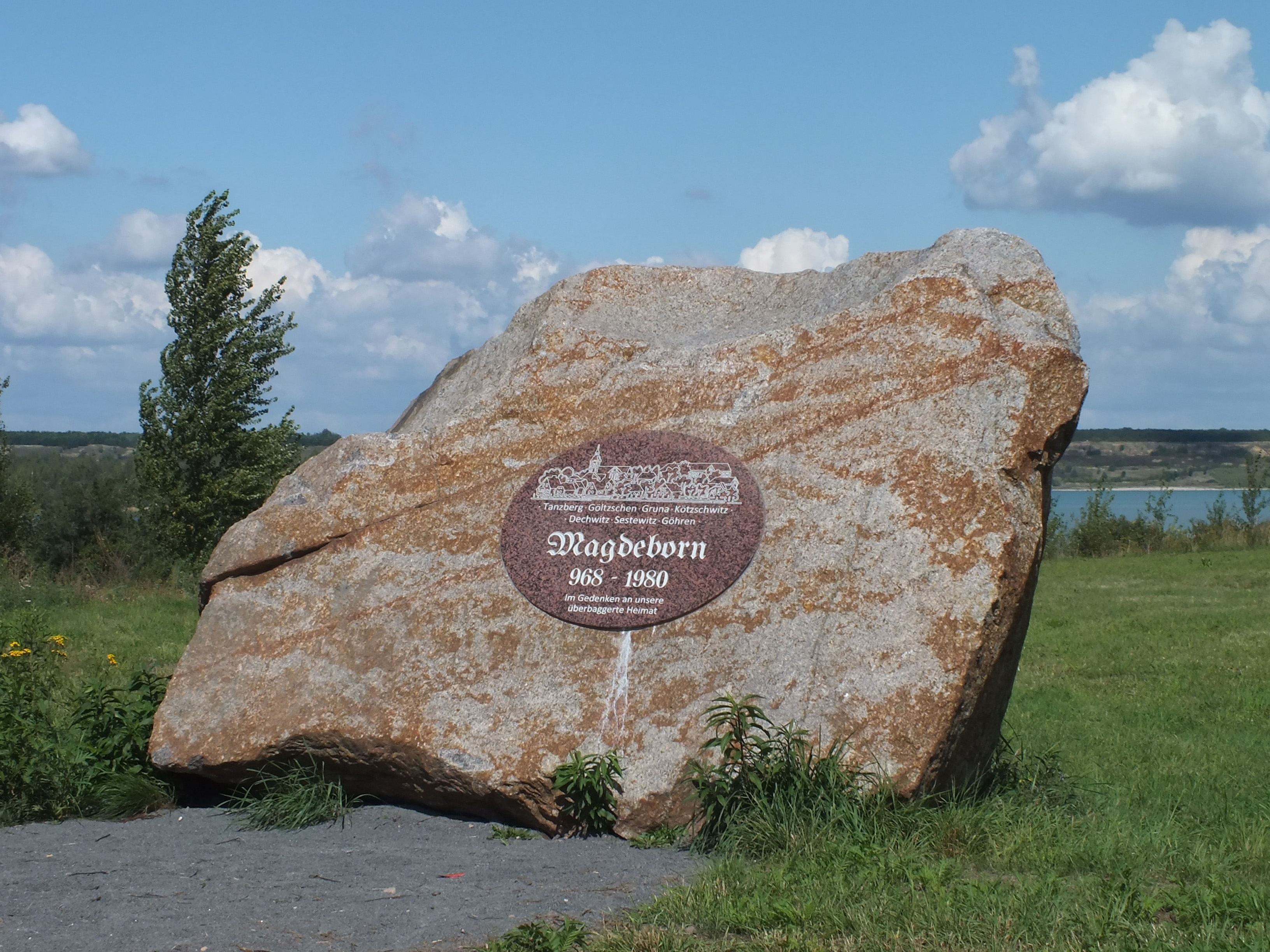
Gedenkstein für die ehemalige Gemeinde Magdeborn am Südufer des Störmthaler Sees

Vor ihrem Abriss erfolgte am 3. September 1978 die Entwidmung der Magdeborner Kirche. Viele ihrer Einrichtungsgegenstände werden heute in anderen Kirchen genutzt, so etwa der Altar in der Lutherkirche Chemnitz-Harthau, die Orgel in der Martin-Luther-Kirche Markkleeberg, der Kanzelkorb in der Auferstehungskirche Leipzig-Möckern und drei Glocken in der Pauluskirche Leipzig-Grünau. Eine Bronze-Glocke mit dem Ton cis"+3 der Firma G. A. Jauck aus Leipzig von 1882 ist in der Kirche Zuckelhausen zuhause.
Ab dem 1. August 1980 gehörte die Fläche der ehemaligen Gemeinde Magdeborn zu Störmthal, das 1996 seinerseits nach Großpösna eingemeindet wurde. 1993–1996 wurde der Tagebaubetrieb der Grube Espenhain schrittweise eingestellt. Am  27. Juni 1996 fuhr der letzte Kohlezug, und am 6. Mai 1997 wurde die Abraumförderbrücke gesprengt. Seit dem 1. Januar 2001 füllte sich das Restloch Espenhain mit Wasser zum Störmthaler See, der offizielle Flutungsbeginn mit Sümpfungswasser aus noch aktiven Tagebauen war am 13. September 2003. 2012 war die Flutung beendet.

## Schulwesen
Bis ins 17. Jahrhundert wurde die (vor allem religiöse) Unterweisung der Kinder durch die Kirche in Person des so genannten Kirchners übernommen. Als erster Schulmeister in Magdeborn wird 1646 ein Philip Widemann erwähnt. Von 1729 bis 1840 war die Magdeborner Schulmeisterstelle 111 Jahre in der Hand der Familie Winkler, wobei nacheinander (und z. T. gleichzeitig als „Substitut“) Großvater, Vater und Sohn die Kinder des Kirchspiels Magdeborn unterrichteten.
Ab 1841 waren wegen der Zunahme der Kinderzahl (180) zwei Schulmeister erforderlich. 1896 erfolgte ein Schulneubau mit zwei Klassenräumen, 1912 und 1933/34 wurde dieser um je zwei Klassenzimmer erweitert. 1945 wurden über den Schulräumen liegende Wohnungen zu Klassenräumen umgebaut, und z. T. wurde auch in Behelfsräumen außerhalb des Schulgebäudes unterrichtet. 1949 begann man mit dem Neubau eines 4-räumigen Schulgebäudes auf dem Schulhof. 1959 wurde aus der 8-klassigen Grundschule die 10-klassige allgemeinbildende polytechnische Oberschule (POS). 1965/66 entstand ein weiterer Neubau mit 4 Klassenzimmern, Lehrerzimmer, Turnhalle und Toiletten. Das Raumangebot umfasste nunmehr 15 Klassenzimmer, Chemieraum, 2 Werkräume und Turnhalle für etwa 550 Schüler in 20 Klassen mit 28 Lehrern.

## Handel und Gewerbe (Auswahl)
Handel und Gewerbe waren in Magdeborn vor allem geprägt durch Einzelhandel und Handwerk. Dabei ging es in der Hauptsache um die Versorgung der ortsansässigen Bevölkerung. Über den Ort hinausgehende Bedeutung besaßen lediglich etwa die letzten fünf Positionen der folgenden Liste.
- Gasthöfe:

Schützenhof (Gruna), zu DDR-Zeit: Magdeborner Hof
Zum Schießgraben (Dechwitz), zu DDR-Zeit: Sächsischer Hof
Gasthof Magdeborn (Göhren), früher angeschlossene Brauerei
Bergschänke (Tanzberg)
Gasthof Kersten (Gruna), betrieben neben Schuhmacherei
Zur Hasch (Sestewitz), zu DDR-Zeit: Wohnheim für Werk Espenhain
- Bäcker: Köhre (Gruna), Däbritz, Wilke (Göhren), Hänseroth (Siedlung)
- Fleischer: Kind (Göhren), Schramm (Tanzberg), Winter (Siedlung)
- Lebensmittel: Mühlberg & Möckel (Göhren) (auch Baustoffe), Konsum (Siedlung), Lemmel (Tanzberg)
- Fischhandel: Wilke (Göhren)
- Bücher und Papierwaren: Haupt (Göhren)
- Textilien: Paschy (Dechwitz)
- Friseure: Lange (Göhren), Hädrich (Göhren)
- Schuster: Kersten (Gruna)
- Klempner: Freudenberg (Göhren)
- Schmiede: Günsel (Göltzschen), Deutrich (Göhren), Straßburger (Gruna)
- Baugeschäft: Reiher (Göhren)
- Tischler: Richter (Gruna), Süßkind (Göltzschen)
- Dachdecker: Mißlitz (Kötzschwitz)
- Gärtnerei: Dippe (Tanzberg), Pietzsch (Göhren), Krenek (Dechwitz)
- Kohlehandel: Brause (Göhren)
- Autoreparatur u. ä.: Chemnitz (Gruna), Irmscher (Göhren)
- Sattlerei: Voigt (Gruna), Teuchert (Göhren)
- Wäscherei: Krah (Göhren), Jahn (Gruna), Berger (Sestewitz)
- Süßmost-Kelterei: Klaus (Göhren)
- Käserei: Schinke (Gruna)
- Mühle: Gösel-Mühle Kaiser (Sestewitz)

## Straßenverzeichnis
Die Liste enthält die Straßen Magdeborns zum Zeitpunkt der Aufgabe des Ortes.
- Am Berggarten (Göhren)
- Am Tanzberg (Tanzberg)
- Am Teich (Sestewitz)
- August-Bebel-Straße (Siedlung)
- Barbara-Eck (Siedlung)
- Bornaische Straße (Kötzschwitz, Gruna)
- Borngasse (Sestewitz)
- Cröberner Straße (Göhren)
- Dechwitzer Straße (Sestewitz, Dechwitz)
- Dorfstraße (Dechwitz)
- Dreiskauer Straße (Göltzschen, Tanzberg)
- Ernst-Thälmann-Straße (Tanzberg, Siedlung)
- Ferdinand-Jost-Straße (Siedlung)
- Franz-Mehring-Straße (Siedlung)
- Friedrich-Ebert-Siedlung (Siedlung)
- Friedrich-Engels-Straße (Göhren)
- Gartenstraße (Siedlung)
- Göltzschener Straße (Göltzschen)
- Güldengossaer Straße (Göhren)
- Heinrich-Heine-Straße (Siedlung)
- Karl-Liebknecht-Straße (Göhren)
- Karl-Marx-Platz (Siedlung)
- Käthe-Kollwitz-Straße (Göhren)
- Kirchgasse (Siedlung)
- Kirchstraße (Siedlung)
- Langer Weg (Göltzschen)
- Leipziger Straße (F95) (Göhren, Gruna)
- Rosa-Luxemburg-Straße (Siedlung)
- Rödgener Straße (Göltzschen)
- Rudolf-Breitscheid-Straße (Siedlung)
- Sestewitzer Straße (Sestewitz)
- Störmthaler Weg (Siedlung)
- Wiesenstraße (Dechwitz)

## Folgezeit

### Vineta auf dem Störmthaler See

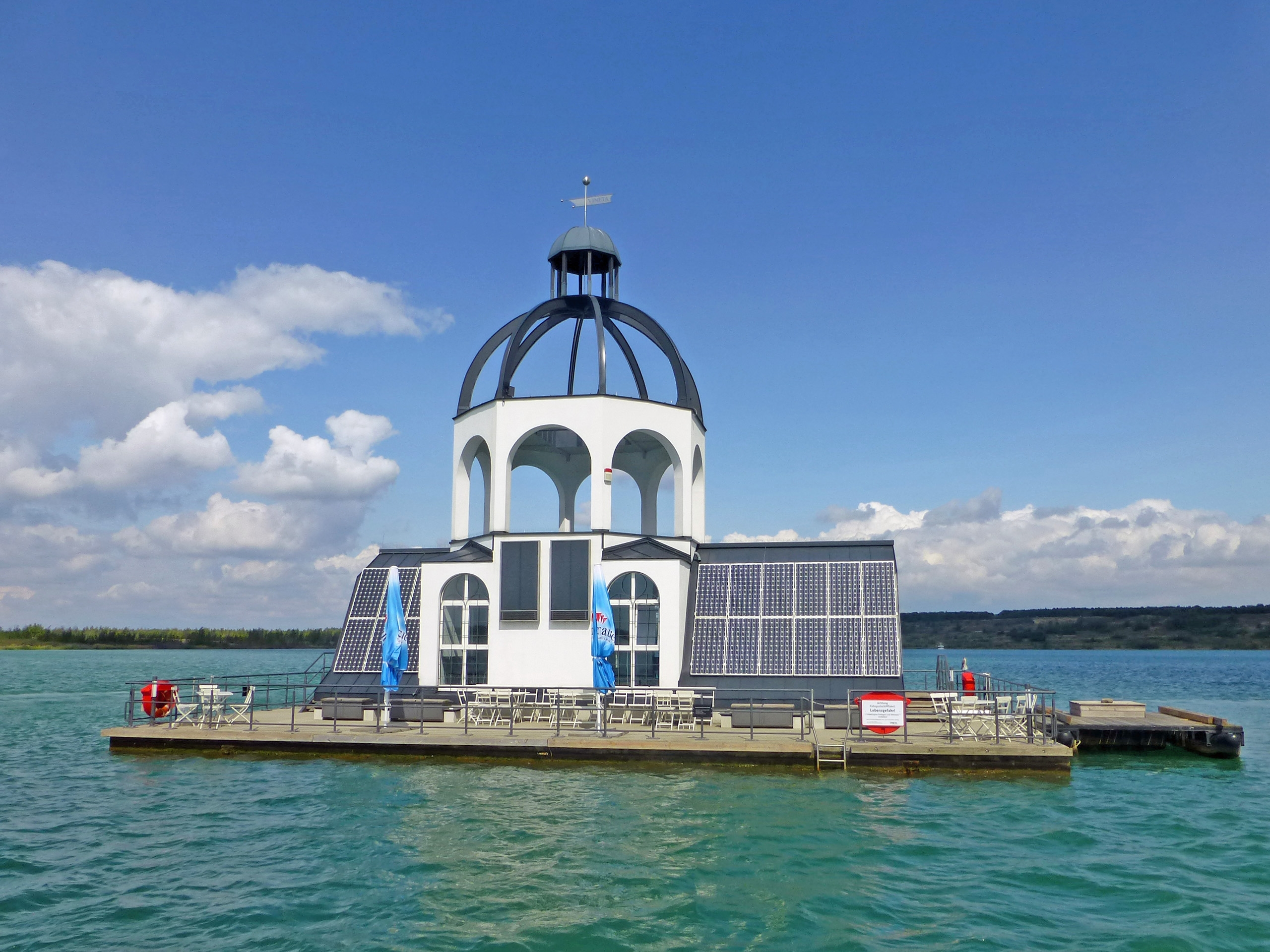
Die Vineta (2014)
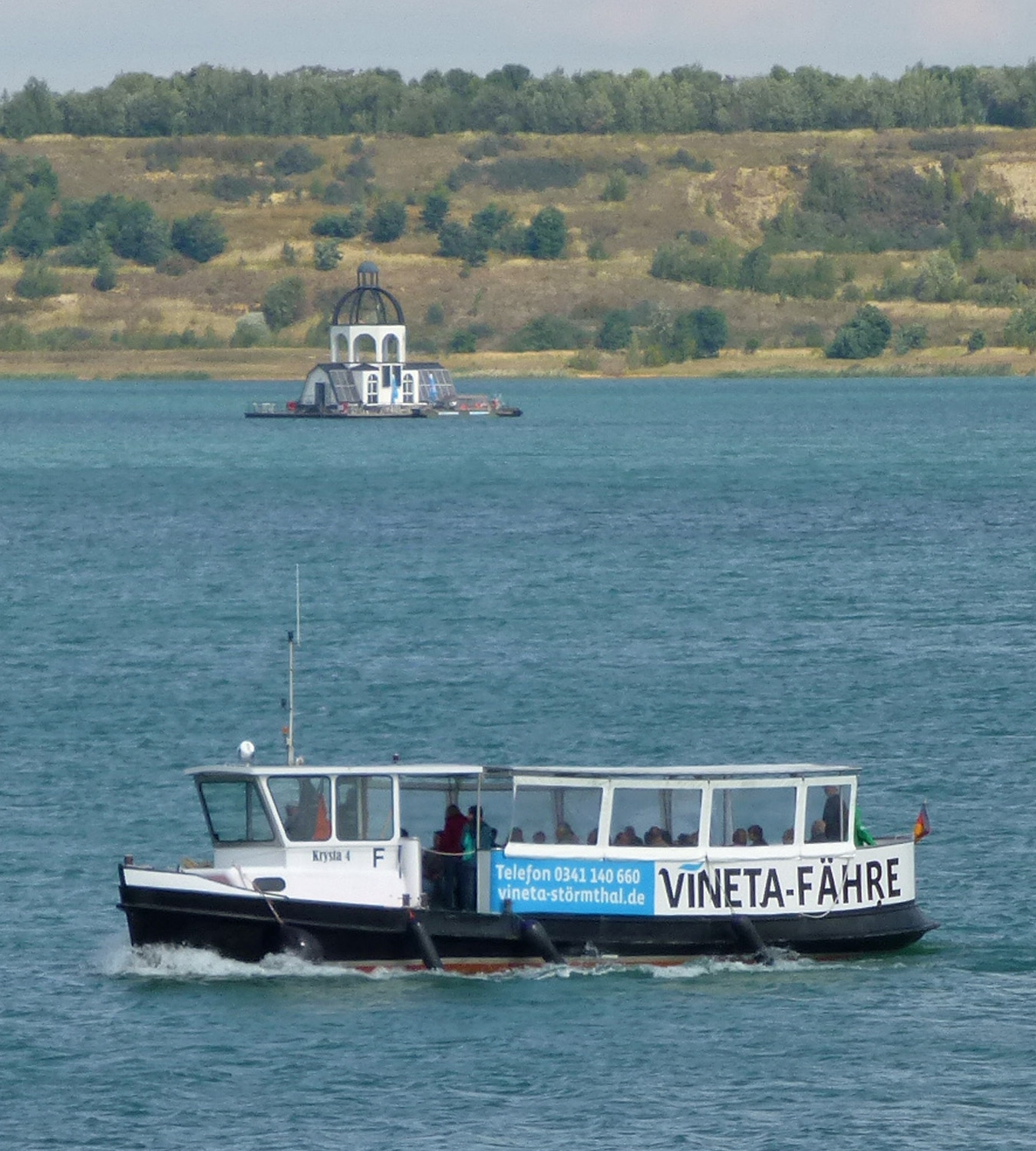
Fähre zur Vineta

Die Erinnerung an das nach seiner Abbaggerung im Störmthaler See versunkene Magdeborn wird auf eine besondere Weise wachgehalten. Etwa einen Kilometer östlich des alten Standorts der Magdeborner Kirche wurde nach einem Projekt von Ute Hartwig-Schulz im Rahmen des Vorhabens Kunst statt Kohle eine Installation (die so genannte „Seekirche“) auf dem See verankert, die als künstlerische Interpretation der ehemaligen Magdeborner Kirche zu erkennen ist. (→ Position) Auf einer schwimmenden Plattform von ca. 15×20 Meter befindet sich ein Gebäude von etwa 7×14 Metern, gekrönt von einem turmartigen, beleuchteten Aufbau von etwa 15 Meter Höhe. Gebaut wurde in Anlehnung an den Passivhaus-Energiestandard in Holzbauweise inklusive Photovoltaikanlage und Wärmerückgewinnung, so dass das Kunstobjekt fast energieautark betrieben wird.
Am 21. Dezember 2009 war Richtfest für das Gebäude. Das Einschwimmen auf die Verankerungsstelle erfolgte am 24. November 2010. An Sonn- und Feiertagen im Sommerhalbjahr von April bis Oktober setzt ab der Magdeborner Halbinsel die Vineta-Fähre zur Seekirche über.
Das Objekt steht ferner für Veranstaltungen wie Fachvorträge, Lesungen und Konzerte zur Verfügung. Die Vineta wird als Veranstaltungsort durch das Krystallpalast Varieté Leipzig betrieben. Das Standesamt Großpösna nutzt die Vineta als Trauungsort.

### Lagovida

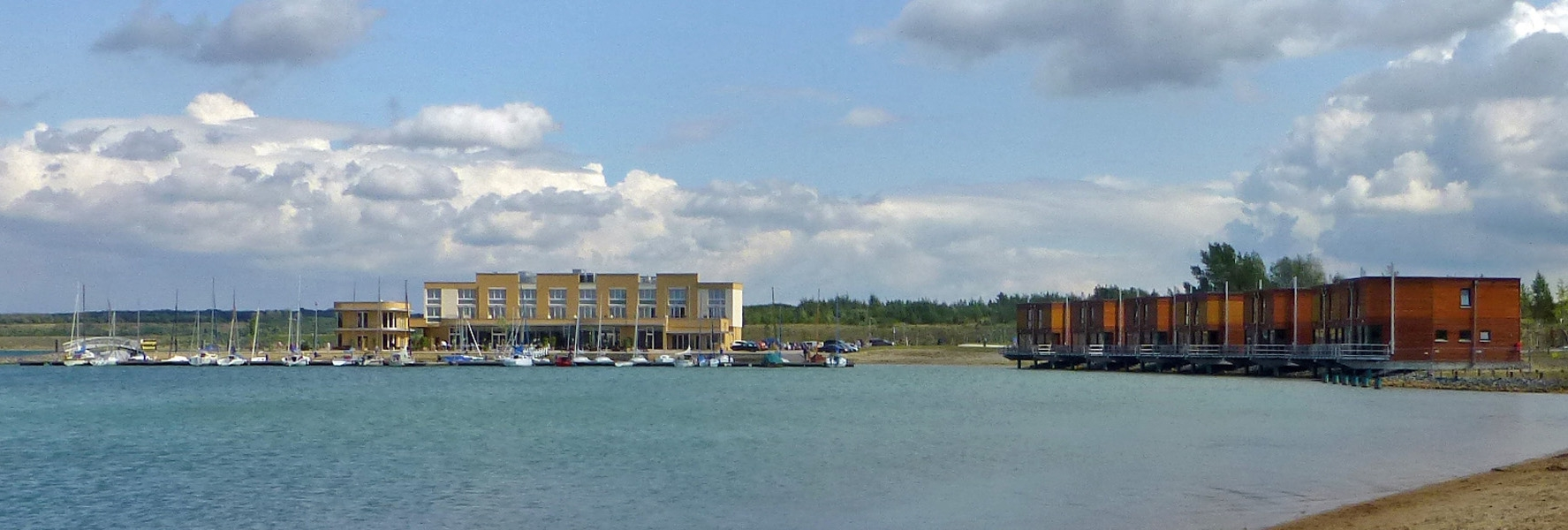
Hotel, Sportboothafen und Hafenhäuser von Lagovida

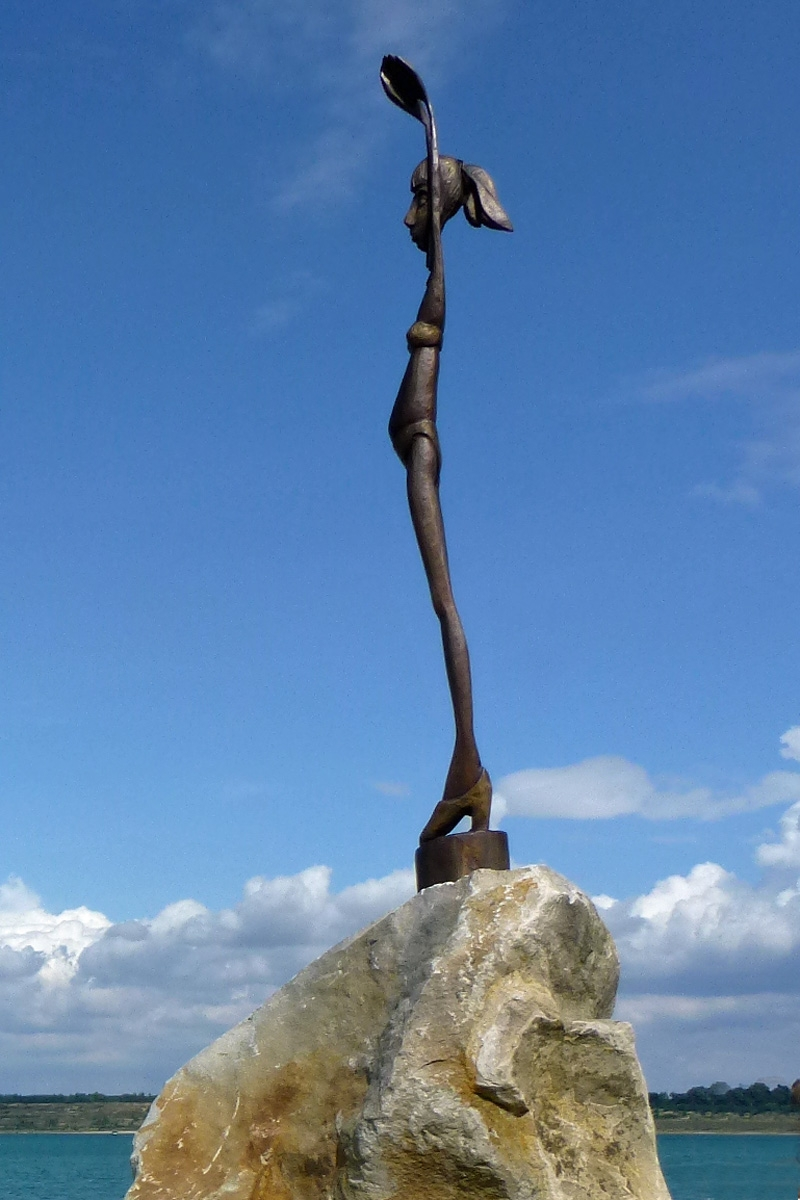
Die Statue Bella Gruna

Von 2013 bis 2014 wurde an der Grunaer Bucht am Südufer des Störmthaler Sees in der Nähe des ehemaligen Magdeborner Ortsteils Gruna das Ferienresort Lagovida errichtet. Es besteht aus einem Hotel mit Restaurant und Ferienhäusern, von denen die sogenannten Hafenhäuser bis übers Wasser ragen und die Dünenhäuser direkten Strandzugang besitzen. Ein Sportboothafen wird von einer Mole geschützt. Ein Wohnmobilparkplatz sowie ein Bade- und ein Surfstrand komplettieren die Anlage. Auf einem Findling am Aussichtspunkt steht die vom Mölbiser Künstler Jürgen Raiber geschaffene Bronzestatue Bella Gruna in Erinnerung an den Mageborner Ortsteil.